# Drienica
Drienica (hongrois : Felsősom) est un village de Slovaquie situé dans la région de Prešov.

## Histoire
Première mention écrite du village en 1343.

## Démographie

### Évolution de la population
| Année:               | 1994. | 2004.   | 2014.   | 2024.   |
| -------------------- | ----- | ------- | ------- | ------- |
| Nombre de personnes: | 671   | 691     | 734     | 758     |
| Différence:          |       | +2,98 % | +6,22 % | +3,26 % |

| Année:               | 2023. | 2024.   |
| -------------------- | ----- | ------- |
| Nombre de personnes: | 771   | 758     |
| Différence:          |       | -1,68 % |

## Tourisme
Drienica est une petite station de ski située à 4 km au nord de Sabinov.
Le domaine skiable est composé de deux secteurs séparés l'un de l'autre, Drienica et Lysa. Un projet existe de relier les deux secteurs par une nouvelle piste.
Le domaine de Drienica est équipé en canons à neige et dispose d'une piste de ski de nuit, tandis que Lysa, située en fond de vallée et accessible uniquement par une route non déneigée en hiver, est entièrement dépendante de l'enneigement naturel.
Le domaine skiable, étalé entre 800 m et 1.068 m d'altitude et équipé de 9 remontées mécaniques, est certes de 13 km de pistes, soit l'un des 3 plus vastes de Slovaquie, mais le dénivelé maximum est faible et les remontées mécaniques sont de conception ancienne.